# Challenger Series de Patinação Artística no Gelo de 2017–18
Challenger Series de Patinação Artística no Gelo de 2017–18 foi a quarta temporada do Challenger Series ISU, uma série de competições de patinação artística no gelo disputada na temporada 2017–18. São distribuídas medalhas em quatro disciplinas, individual masculino e individual feminino, duplas e dança no gelo.
A competição é organizada pela União Internacional de Patinação (em inglês:  International Skating Union), a série Challenger Series começou em 13 de setembro e continuaram até 9 dezembro de 2017.

## Calendário
A ISU anunciou o seguinte calendário de eventos que ocorreram no outono de 2017.
| #  | Evento                                            | Localização                    | Data              | Ref    |
| -- | ------------------------------------------------- | ------------------------------ | ----------------- | ------ |
| 1  | U.S. International Figure Skating Classic de 2017 | Salt Lake City, Estados Unidos | 13–17 de setembro | [ 2 ]  |
| 2  | Lombardia Trophy de 2017                          | Bérgamo, Itália                | 14–17 de setembro | [ 3 ]  |
| 3  | Autumn Classic International de 2017              | Montreal, Canadá               | 20–23 de setembro | [ 4 ]  |
| 4  | Ondrej Nepela Trophy de 2017                      | Bratislava, Eslováquia         | 21–23 de setembro | [ 5 ]  |
| 5  | Nebelhorn Trophy de 2017                          | Oberstdorf, Alemanha           | 27–30 de setembro | [ 6 ]  |
| 6  | Finlandia Trophy de 2017                          | Espoo, Finlândia               | 6–8 de outubro    | [ 7 ]  |
| 7  | Minsk-Arena Ice Star de 2017                      | Minsk, Bielorrússia            | 27–29 de outubro  | [ 8 ]  |
| 8  | Warsaw Cup de 2017                                | Varsóvia, Polônia              | 16–19 de novembro | [ 9 ]  |
| 9  | Tallinn Trophy de 2017                            | Tallinn, Estônia               | 21–26 de novembro | [ 10 ] |
| 10 | Golden Spin of Zagreb de 2017                     | Zagreb, Croácia                | 6–9 de dezembro   | [ 11 ] |

## Medalhistas

### U.S. International Figure Skating Classic
| Evento                        | Ouro                                               | Prata                                                  | Bronze                                       |
| Individual masculino detalhes | Nathan Chen · Estados Unidos                       | Max Aaron · Estados Unidos                             | Liam Firus · Canadá                          |
| Individual feminino detalhes  | Marin Honda · Japão                                | Mirai Nagasu · Estados Unidos                          | Karen Chen · Estados Unidos                  |
| Duplas detalhes               | Kirsten Moore-Towers · Michael Marinaro · Canadá   | Alexa Scimeca Knierim · Chris Knierim · Estados Unidos | Chelsea Liu · Brian Johnson · Estados Unidos |
| Dança no gelo detalhes        | Madison Hubbell · Zachary Donohue · Estados Unidos | Kaitlin Hawayek · Jean-Luc Baker · Estados Unidos      | Kana Muramoto · Chris Reed · Japão           |

### Lombardia Trophy
| Evento                        | Ouro                                         | Prata                                         | Bronze                                         |
| Individual masculino detalhes | Shoma Uno · Japão                            | Jason Brown · Estados Unidos                  | Brendan Kerry · Austrália                      |
| Individual feminino detalhes  | Alina Zagitova · Rússia                      | Wakaba Higuchi · Japão                        | Carolina Kostner · Itália                      |
| Duplas detalhes               | Natalia Zabiiako · Alexander Enbert · Rússia | Nicole Della Monica · Matteo Guarise · Itália | Valentina Marchei · Ondřej Hotárek · Itália    |
| Dança no gelo detalhes        | Charlène Guignard · Marco Fabbri · Itália    | Alla Loboda · Pavel Drozd · Rússia            | Oleksandra Nazarova · Maksym Nikitin · Ucrânia |

### Autumn Classic International
| Evento                        | Ouro                                   | Prata                                  | Bronze                                      |
| Individual masculino detalhes | Javier Fernández · Espanha             | Yuzuru Hanyu · Japão                   | Keegan Messing · Canadá                     |
| Individual feminino detalhes  | Kaetlyn Osmond · Canadá                | Mai Mihara · Japão                     | Elizabet Tursynbaeva · Cazaquistão          |
| Duplas detalhes               | Vanessa James · Morgan Ciprès · França | Meagan Duhamel · Eric Radford · Canadá | Julianne Séguin · Charlie Bilodeau · Canadá |
| Dança no gelo detalhes        | Tessa Virtue · Scott Moir · Canadá     | Kaitlyn Weaver · Andrew Poje · Canadá  | Piper Gilles · Paul Poirier · Canadá        |

### Ondrej Nepela Memorial
| Evento                        | Ouro                                         | Prata                                             | Bronze                                     |
| Individual masculino detalhes | Mikhail Kolyada · Rússia                     | Sergei Voronov · Rússia                           | Brendan Kerry · Austrália                  |
| Individual feminino detalhes  | Evgenia Medvedeva · Rússia                   | Rika Hongo · Japão                                | Elena Radionova · Rússia                   |
| Duplas detalhes               | Natalia Zabiiako · Alexander Enbert · Rússia | Kristina Astakhova · Alexei Rogonov · Rússia      | Alisa Efimova · Alexander Korovin · Rússia |
| Dança no gelo detalhes        | Ekaterina Bobrova · Dmitri Soloviev · Rússia | Rachel Parsons · Michael Parsons · Estados Unidos | Betina Popova · Sergey Mozgov · Rússia     |

### Nebelhorn Trophy
| Evento                        | Ouro                                           | Prata                                      | Bronze                                                 |
| Individual masculino detalhes | Jorik Hendrickx · Bélgica                      | Alexander Johnson · Estados Unidos         | Alexander Majorov · Suécia                             |
| Individual feminino detalhes  | Kailani Craine · Austrália                     | Matilda Algotsson · Suécia                 | Alexia Paganini · Suíça                                |
| Duplas detalhes               | Evgenia Tarasova · Vladimir Morozov · Rússia   | Aliona Savchenko · Bruno Massot · Alemanha | Ekaterina Alexandrovskaya · Harley Windsor · Austrália |
| Dança no gelo detalhes        | Penny Coomes · Nicholas Buckland · Reino Unido | Kana Muramoto · Chris Reed · Japão         | Kavita Lorenz · Joti Polizoakis · Alemanha             |

### Finlandia Trophy
| Evento                        | Ouro                                             | Prata                                         | Bronze                                                   |
| Individual masculino detalhes | Jin Boyang · China                               | Vincent Zhou · Estados Unidos                 | Adam Rippon · Estados Unidos                             |
| Individual feminino detalhes  | Maria Sotskova · Rússia                          | Carolina Kostner · Itália                     | Elizaveta Tuktamysheva · Rússia                          |
| Duplas detalhes               | Peng Cheng · Jin Yang · China                    | Nicole Della Monica · Matteo Guarise · Itália | Ksenia Stolbova · Fedor Klimov · Rússia                  |
| Dança no gelo detalhes        | Gabriella Papadakis · Guillaume Cizeron · França | Alexandra Stepanova · Ivan Bukin · Rússia     | Laurence Fournier Beaudry · Nikolaj Sørensen · Dinamarca |

### Minsk-Arena Ice Star de 2017
| Evento                        | Ouro                                             | Prata                                          | Bronze                                          |
| Individual masculino detalhes | Sergei Voronov · Rússia                          | Moris Kvitelashvili · Geórgia                  | Daniel Samohin · Israel                         |
| Individual feminino detalhes  | Elizabet Tursynbayeva · Cazaquistão              | Serafima Sakhanovich · Rússia                  | An So-hyun · Coreia do Sul                      |
| Duplas detalhes               | Aleksandra Boikova · Dmitrii Kozlovskii · Rússia | Annika Hocke · Ruben Blommaert · Alemanha      | Paige Conners · Evgeni Krasnopolski · Israel    |
| Dança no gelo detalhes        | Anna Cappellini · Luca Lanotte · Itália          | Tiffany Zahorski · Jonathan Guerreiro · Rússia | Victoria Sinitsina · Nikita Katsalapov · Rússia |

### Warsaw Cup
| Evento                        | Ouro                                        | Prata                                                | Bronze                                           |
| Individual masculino detalhes | Matteo Rizzo · Itália                       | Stéphane Walker · Suíça                              | Liam Firus · Canadá                              |
| Individual feminino detalhes  | Serafima Sakhanovich · Rússia               | Stanislava Konstantinova · Rússia                    | Courtney Hicks · Estados Unidos                  |
| Duplas detalhes               | Valentina Marchei · Ondřej Hotárek · Itália | Aleksandra Boikova · Dmitrii Kozlovskii · Rússia     | Minerva Fabienne Hase · Nolan Seegert · Alemanha |
| Dança no gelo detalhes        | Betina Popova · Sergey Mozgov · Rússia      | Lorraine McNamara · Quinn Carpenter · Estados Unidos | Oleksandra Nazarova · Maksym Nikitin · Ucrânia   |

### Tallinn Trophy
| Evento                        | Ouro                                                   | Prata                                      | Bronze                                             |
| Individual masculino detalhes | Dmitri Aliev · Rússia                                  | Alexei Krasnozhon · Estados Unidos         | Yaroslav Paniot · Ucrânia                          |
| Individual feminino detalhes  | Stanislava Konstantinova · Rússia                      | Alisa Fedichkina · Rússia                  | Nicole Schott · Alemanha                           |
| Duplas detalhes               | Ekaterina Alexandrovskaya · Harley Windsor · Austrália | Alisa Efimova · Alexander Korovin · Rússia | Anastasia Poluianova · Dmitry Sopot · Rússia       |
| Dança no gelo detalhes        | Natalia Kaliszek · Maksym Spodyriev · Polônia          | Alisa Agafonova · Alper Uçar · Turquia     | Elliana Pogrebinsky · Alex Benoit · Estados Unidos |

### Golden Spin of Zagreb
| Evento                        | Ouro                                         | Prata                                        | Bronze                                            |
| Individual masculino detalhes | Moris Kvitelashvili · Geórgia                | Oleksii Bychenko · Israel                    | Artur Dmitriev · Rússia                           |
| Individual feminino detalhes  | Stanislava Konstantinova · Rússia            | Alisa Fedichkina · Rússia                    | Elizaveta Tuktamysheva · Rússia                   |
| Duplas detalhes               | Natalia Zabiiako · Alexander Enbert · Rússia | Kristina Astakhova · Alexei Rogonov · Rússia | Tarah Kayne · Daniel O'Shea · Estados Unidos      |
| Dança no gelo detalhes        | Ekaterina Bobrova · Dmitri Soloviev · Rússia | Charlène Guignard · Marco Fabbri · Itália    | Kaitlin Hawayek · Jean-Luc Baker · Estados Unidos |

## Quadro de medalhas
| Ordem | País           | Medalha de ouro | Medalha de prata | Medalha de bronze |     | Ordem por total |
| ----- | -------------- | --------------- | ---------------- | ----------------- | --- | --------------- |
| 1     | Rússia         | 17              | 12               | 9                 | 38  | 1               |
| 2     | Itália         | 4               | 4                | 2                 | 10  | 3               |
| 3     | Canadá         | 3               | 2                | 5                 | 10  | 3               |
| 4     | Estados Unidos | 2               | 10               | 7                 | 19  | 2               |
| 5     | Japão          | 2               | 5                | 1                 | 8   | 5               |
| 6     | Austrália      | 2               |                  | 3                 | 5   | 6               |
| 7     | China          | 2               |                  |                   | 2   | 10              |
| 7     | França         | 2               |                  |                   | 2   | 10              |
| 9     | Geórgia        | 1               | 1                |                   | 2   | 10              |
| 10    | Cazaquistão    | 1               |                  | 1                 | 2   | 10              |
| 11    | Bélgica        | 1               |                  |                   | 1   | 16              |
| 11    | Espanha        | 1               |                  |                   | 1   | 16              |
| 11    | Polônia        | 1               |                  |                   | 1   | 16              |
| 11    | Reino Unido    | 1               |                  |                   | 1   | 16              |
| 15    | Alemanha       |                 | 2                | 3                 | 5   | 6               |
| 16    | Israel         |                 | 1                | 2                 | 3   | 8               |
| 17    | Suécia         |                 | 1                | 1                 | 2   | 10              |
| 17    | Suíça          |                 | 1                | 1                 | 2   | 10              |
| 19    | Turquia        |                 | 1                |                   | 1   | 16              |
| TOTAL | TOTAL          | 40              | 40               | 40                | 120 | —               |